# Dobrá Voda (district de Trnava)
Pour les articles homonymes, voir Dobra Voda.
Dobrá Voda (en allemand : Gutwasser, Guttenstein, en hongrois : Jókő) est une commune du district de Trnava, dans la région de Trnava, en Slovaquie

## Histoire
La première mention écrite du village date de 1392.

## Démographie

### Évolution de la population
| Année:               | 1994. | 2004.   | 2014.   | 2024.   |
| -------------------- | ----- | ------- | ------- | ------- |
| Nombre de personnes: | 855   | 841     | 810     | 795     |
| Différence:          |       | -1,63 % | -3,68 % | -1,85 % |

| Année:               | 2023. | 2024.   |
| -------------------- | ----- | ------- |
| Nombre de personnes: | 787   | 795     |
| Différence:          |       | +1,01 % |